# Xavier Seoane
Xavier Seoane (La Corunya, 1954) és un poeta gallec. Va estudiar filologia romànica a Santiago de Compostel·la i és professor de llengua i literatura a la Corunya. Des de 1975 desplega la seva activitat en els terrenys de la creació literària, de l'art i de l'animació cultural, tant en premsa i revistes com donant conferències.
És una de les veus més destacades de la Xeración dos 80 i de la poesia gallega contemporània.
En la seva obra poètica adquireix una gran importància la creació de la paraula i la naturalesa, vista des d'una perspectiva cultural. El seu primer poemari individual fou Os bosques encendidos (1981). Don do horizonte (1999) aplega la seva obra poètica escrita entre 1977 i 1998, a la qual cal afegir els volums A néboa invisíbel i Agra da Brea.

## Obres

### Poesies
- A caluga do paxaro (1979, edición de autor).
- Os bosques encendidos (1981, Ediciós do Castro).
- Iniciación e regreso (1985, Edicións Nós).
- Presencias (1985, Galaxia).
- O Canto da Terra (1987, Sotelo Blanco).
- Regreso e advenimento (1990, Ediciós do Castro).
- Eu tamén oín as voces do orvallo (1994, Baía Edicións).
- Umbral de vida (1996, Sociedade de Cultura Valle-Inclán).
- Don do horizonte (1999, Espiral Maior). Obra poètica reunida, a la qual s'apleguen els volums A néboa invisíbel i Agra da Brea.
- Dársenas do ocaso (2003, Danú/PEN Clube de Galicia). Publicat en castellà el 2009, com Dársenas del ocaso.[2]
- Longas augas (2003).
- Vagar de amor e sombra (2004, Diputació de Pontevedra).
- Para unha luz ausente (2006, Espiral Maior).
- Do ventre da cóbrega (2008, Espiral Maior).
- Raíz e soño (2009, Trifolium).
- Espiral de sombras (2013, Faktoría K-Kalandraka).
- Threnói (2016, Reino de Cordelia, edició bilingüe gallec-castellà).
- A póla branca (2020). Xerais. 70 páxs. ISBN 978-84-9121-660-5.[3][4]

### Narrativa
- Ábrelle a porta ao mar (2000, Espiral Maior). traduïda al castellà en 2014 en Reino de Cordelia como Abre la puerta al mar.[5]
- A dama da noite (2014, Laiovento). traduïda al castellà en 2016 en Reino de Cordelia como La dama de las sombras.[6]

### Assaig i aforismes

#### Assaig
- Reto ou rendición (1994, Ediciós do Castro).
- A voz dun tempo. Luís Seoane: o criador total (1994, Ediciós do Castro).
- Atravesar o espello (2000, Xerais).
- O sol de Homero (2002, Xerais).
- Saudar a vida (2007, Xerais).
- Todos somos Ulises. Por unha educación democrática e humanista (2016, Xerais).
- Dicionario irreal para un país imposible (2020). Xerais, Grandes obras, Edicións singulares. Ilustracións Ramón Trigo. 384 páxs. ISBN 978-84-9121-760-2.[7]

#### Aforismes
- Arca cotidiana/Irispaxaros (1984, edició d'autor).
- A rocha imantada (Aforismes 1984-2009) (2009, Laiovento).